# Heinrich Kreutz
Heinrich Carl Friedrich Kreutz (Siegen, 8 settembre 1854 – Kiel, 13 luglio 1907) è stato un astronomo tedesco.

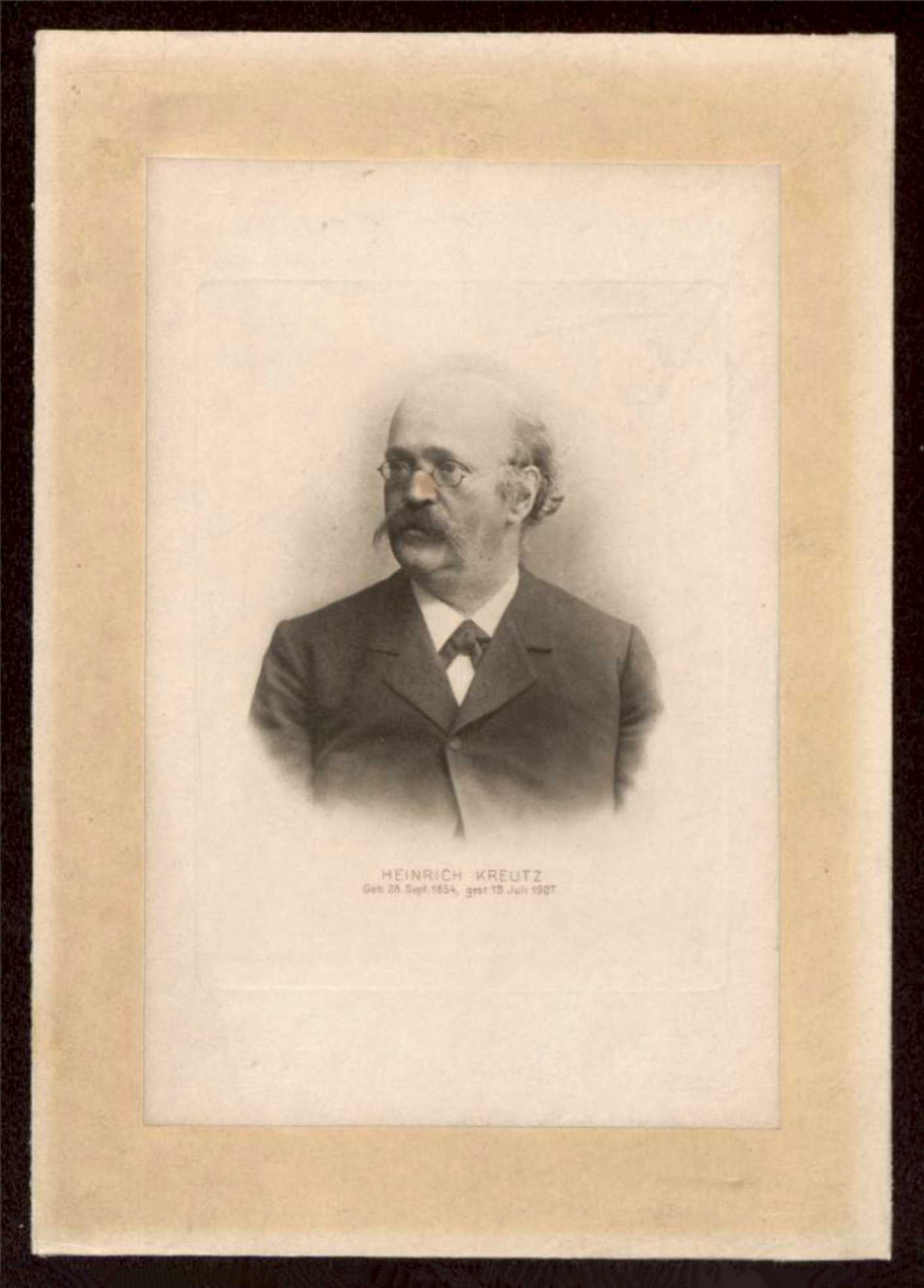
Ritratto di Heinrich Kreutz

È noto in particolare per i suoi studi sulle orbite delle comete radenti (in inglese sungrazer, sfiora Sole) che dimostrarono l'origine comune di queste comete da una grande cometa frammentatasi durante uno dei suoi passaggi al perielio. Una famiglia di comete radenti in suo onore è stata nominata famiglia di Kreutz.
Studiò all'Università di Bonn dove nel 1880 conseguì il dottorato di ricerca. Nel 1882 andò a lavorare all'università e all'osservatorio di Kiel. Nel 1896 fu nominato redattore dell'Astronomische Nachrichten, il più importante giornale astronomico del tempo e mantenne tale incarico fino alla sua morte nel 1907.
L'asteroide 3635 Kreutz (1981 WO1), scoperto il 21 novembre 1981 da Luboš Kohoutek dall'osservatorio di Calar Alto in Spagna, è stato così chiamato in suo onore.